# هوندا سي بي 500 تي
هوندا سي بي 500 تي(بالإنجليزية: Honda CB500T)‏ هي دراجة نارية من تصنيع هوندا.